# مطار أروشا

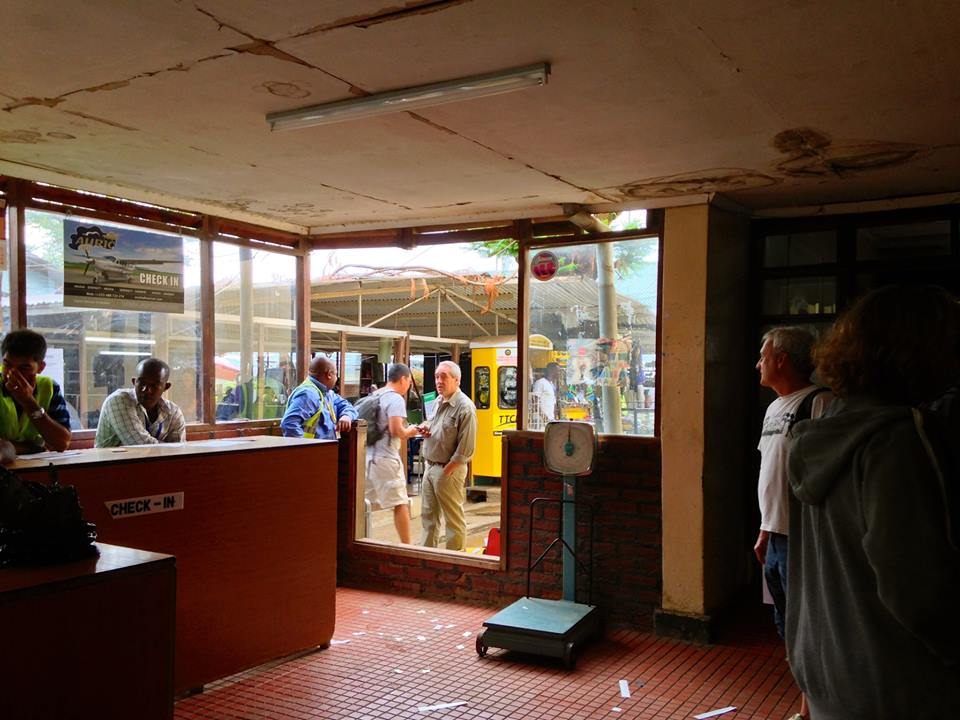
منطقة المغادرة وتسجيل الركاب والصعود.

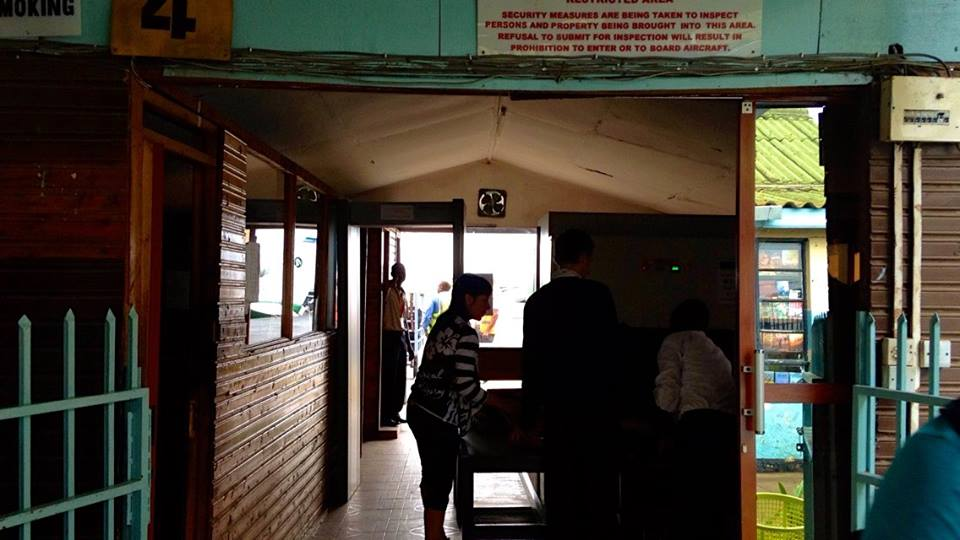
البوابة الأمنية لمنطقة صعود الركاب.

مطار أروشا (إياتا: ARK، إيكاو: HTAR) هو مطار محلي يقع في مدينة أروشا، عاصمة إقليم أروشا في تنزانيا. يخضع المطار حاليًا لعملية توسعة، تشمل ساحة جديدة ومبنى صالة.
يقع منارة أروشا غير الاتجاهية (التعريف: AR) في الطرف الغربي من الحقل.

## شركات الطيران والوجهات
يخدم مطار أروشا ست شركات طيران في الوقت الحالي. الجدول أدناه على النحو التالي:
| شركـات طيـران    | الوجهات |
| ---------------- | --- |
| As Salaam Air    | مطار عبيد أماني كرومي الدولي |
| Coastal Aviation | مطار جوليوس نيريري، مطار كيغالي الدولي، مطار كليمنجارو الدولي، مطار مافيا ‏، مطار بحيرة مانيارا ‏، Mikumi، مطار موانزا، مطار بيمبا ‏، Ruaha، Selous، Serengeti، مطار تانغا ‏، Tarangire، مطار عبيد أماني كرومي الدولي |
| بريسيجن إير      | مطار جوليوس نيريري، مطار عبيد أماني كرومي الدولي |
| Regional Air     | مطار كليمنجارو الدولي، مطار بحيرة مانيارا ‏، مطار عبيد أماني كرومي الدولي |
| Tropical Air     | مطار جوليوس نيريري، مطار عبيد أماني كرومي الدولي |
| ZanAir           | مطار جوليوس نيريري، مطار موي الدولي، مطار بيمبا ‏، مطار عبيد أماني كرومي الدولي |

## إحصائيات
| سنة                         | ركاب    | ركاب     | تحركات الطائرات | تحركات الطائرات | البضائع (كلغ) | البضائع (كلغ) |
| --------------------------- | ------- | -------- | --------------- | --------------- | ------------- | ------------- |
| 2010                        | 154174  | ▲ 20.5٪  | 19.460          | ▲ 15.5٪         | 812930        | ▲ 6.69٪       |
| 2011                        | 112.433 | ▼ -37.1٪ | 21306           | ▲ 8.66٪         | 41.238        | ▼ -1871٪      |
| 2012                        | 162268  | ▲ 30.7٪  | 22،690          | ▲ 6.10٪         | 192.725       | ▲ 78.6٪       |
| 2013                        | 187911  | ▲ 13.7٪  | 23868           | ▲ 4.94٪         | 212.760       | ▲ 9.42٪       |
| 2014                        | 179.511 | ▼ -4.68٪ | 23904           | ▲ 0.15٪         | 148390        | ▼ -43.4٪      |
| 2015                        | 142.224 | ▼ -26.2٪ | 20،692          | ▼ -15.5٪        | 141.061       | ▼ -5.20٪      |
| المصدر: هيئة مطارات تنزانيا |         |          |                 |                 |               |               |

## الحوادث والأحداث
- في 18 ديسمبر 2013، قامت طائرة تابعة للخطوط الجوية الإثيوبية من طراز بوينغ 767 (ET-AQW) برحلة من أديس أبابا إلى مطار كليمنجارو الدولي بهبوط غير مجدول في المطار بعد أن فشلت في الهبوط في وجهتها.[9] المدرج أقصر مما تتطلبه طائرة 767 للهبوط. ونتيجة لذلك، اجتاحت نهاية المدرج مما أدى إلى إغلاق المطار لفترة وجيزة.[10] بعد بضعة أيام نُقلت جواً[11][12] فارغة إلى مطار كليمنجارو الدولي.[13]

## روابط خارجية
- خريطة الشارع المفتوح - أروشا
- مطاراتنا - أروشا
- معلومات المطار العامة
- تاريخ الحوادث لـ (Arusha Airport) على شبكة سلامة الطيران.
- Arusha Airport approach على يوتيوب